# Минью
Ми́нью (порт. Minho) — историческая провинция Португалии в междуречье рек Дору и Минью, у побережья Атлантического океана. Была создана в 1936 году и упразднена в 1976. Состояла из 23 муниципалитетов. Административным центром провинции был город Брага. На 1971 год площадь составляла около 5 тысяч км², население — 889,7 тысячи человек.

## Экономика
Провинция является винодельческим регионом, знаменитое на весь мир винью-верде производится именно здесь.

## Муниципалитеты
- Округ Брага: Амареш, Барселуш, Брага, Кабесейраш-де-Башту, Селорику-де-Башту, Эшпозенде, Фафе, Гимарайнш, Повуа-де-Ланьозу, Терраш-де-Бору, Виейра-ду-Минью, Вила-Нова-де-Фамаликан, Вила-Верде.
- Округ Виана-ду-Каштелу: Аркуш-де-Валдевеш, Каминья, Мелгасу, Монсан, Паредеш-де-Кора, Понте-да-Барка, Понте-де-Лима, Валенса, Виана-ду-Каштелу, Вила-Нова-де-Сервейра.